# Niedergebra
Niedergebra is een gemeente in de Duitse deelstaat Thüringen, en maakt deel uit van de Landkreis Nordhausen.
Niedergebra telt 639 inwoners. De stad Bleicherode is de zogenaamde vervullende gemeente voor Niedergebra, dat houdt in dat die stad de bestuurstaken uitvoert.
Bleicherode · Ellrich · Etzelsrode · Friedrichsthal · Görsbach · Großlohra · Hainrode/Hainleite · Harztor · Heringen/Helme · Hohenstein · Kehmstedt · Kleinbodungen · Kleinfurra · Kraja · Lipprechterode · Niedergebra · Nohra · Nordhausen (stad) · Sollstedt · Urbach · Werther · Wipperdorf · Wolkramshausen